# Legind Sø
 Legind Sø eller Legind Vejle er en sø på Mors, men var oprindelig en fjordarm, på vestsiden af Sallingsund, lige syd for Nykøbing Mors og nord for Legind Bjerge og Jesperhus Blomsterpark. Den tørrede helt ud i 1923 og blev senere genoprettet som sø i 1991.
I begyndelsen af 1900-tallet var der kun lidt åbent vand tilbage og Hedeselskabet udarbejdede i 1920'erne et projekt for et dige langs landevejen, en pumpestation med vindkraft 
til at pumpe vejlens vand op over diget og en afvandingskanal op i vejlen. Området blev dog ikke helt tørt; Først i 1955, da vindmøllen erstattedes med en elektrisk pumpe, blev engene helt tørre. Da pumpeanlægget var slidt op i 1971 steg vandet med det samme, og fuglene 
indtog den genskabte sø. 
I 1974 havde lodsejerne fået etableret en ny pumpe, og genoptog afvandingen, men nu under store protester; I efteråret 1974 indsamlede Biologisk Forening for Nordvestjylland 4.000 underskrifter mod afvandingen, der dog ikke var så effektiv som tidligere. 
Det var i ca. samme periode (1973), at vejdirektoratet gik i gang med at 
bygge den 1.717 meter lange Sallingsundbroen og den 421 meter lange 
højbro hen over Legind Vejle (indviet 1978). 
I 1989 købte staten en større 
ejendom uden for vejlen, så man kunne bytte  med jordejerne; Sytten ejendomme 
deltog, og staten kunne derefter genoprette vejlen som en ferskvandssø på 27 hektar. Der er stadig en pumpestation til brug ved højvande i Limfjorden. 
Den genoprettede Legind Sø blev indviet 16. september 1991 af den daværende miljøminister Per Stig Møller.
Legind Sø er del af en større naturfredning fra 1975 af Legindbjerge og Højris Plantager, 

## Eksterne kilder og henvisninger
1. ↑  Overfredningsnævnets kendelse nr. 773-10 vedrørende Legind Bjerge – Højrisområdet (1975) Den samlede fredning er på 883 hektar
2. ↑  Om fredningen på Danmarks Naturfredningsforenings site.

- Keld Hansen: Legind Sø som pionerprojekt i Det tabte land: Folk og steder.
- Legind Vejle naturstyrelsen.dk hentet 22.. juli 2022

56°45′53″N 8°49′47″Ø / 56.76472°N 8.82972°Ø